# Sumbat II
Sumbat II (en georgiano: სუმბატ II) (muerto en 988) fue un príncipe georgiano de la dinastía Bagrationi del Reino de los kartvelianos y gobernante de Klarjeti de 943 hasta su muerte.
Sumbat era el hijo único de David I, a quien sucedió como príncipe de Klarjeti. Poco se sabe de su vida. La hagiografía georgiana del siglo X de Giorgi Merchule y una inserción en manuscrito de Evangelios del monasterio de Parkhali lo referencian como el eristavt-eristavi ("el duque de duques") y eristavi ("el duque"), respectivamente. De acuerdo a la obra de Constantino VII, De Administrando Imperio Sumbat estaba casado con su prima, hija de Bagrat I. Tuvieron dos hijos:
- David II
- Bagrat